# Delphine Zanga Tsogo
Delphine Zanga Tsogo, coniugata Tsanga (Lomié, 21 dicembre 1935 – Yaoundé, 16 luglio 2020), è stata una politica, scrittrice e attivista camerunese.
È stata parlamentare, poi prima donna a ricoprire un incarico di ministro nel Camerun e alta funzionaria delle Nazioni Unite.

## Biografia
Figlia di un agente dell'amministrazione francese, Delphine Zanga Tsogo ha frequentato la scuola media al liceo di Douala fino al 1955. È stata tra le prime donne camerunesi a praticare sport agonistico, tra cui il salto in lungo e il salto in alto. Si è poi trasferita a Tolosa dove ha conseguito il diploma di infermiera. Nel 1960, dopo il matrimonio, è tornata in Camerun dove ha lavorato negli ospedali di Yaoundé, Garoua e Dschang.

### Carriera politica
Delphine Tsanga è una delle prime donne africane dell'era contemporanea ad aver aderito ai più alti gradi del mondo politico.
Nel 1964 è stata eletta presidente del Consiglio nazionale delle donne del Camerun, carica che ha mantenuto fino al 1985.
Nel 1965 è stata eletta all'Assemblea nazionale del Camerun.
Nel 1970 è stata nominata sottosegretaria della sanità pubblica, poi viceministra della sanità pubblica nel 1972 e infine ministra degli affari sociali nel 1975, carica che ha ricoperto fino al 1985.
Dal 1966 al 1986 ha presieduto numerosi comitati internazionali (CIF, MULPOC, CEA, UNESCO, ecc.). Ha presieduto il Consiglio di fondazione dell'Istituto internazionale delle Nazioni Unite per la ricerca e la formazione del progresso delle donne. È stata anche presidente del Comitato di coordinamento regionale africano per l'integrazione delle donne nello sviluppo. Era vice presidente del Consiglio internazionale delle donne.
Nel 1996 si è rivolta a problemi legati all'ambiente e alla valorizzazione dei prodotti forestali del suo paese.
Dal 7 maggio 2011 è stata nominata membro dell'Elecam Electoral Board (Elections Cameroon), l'organismo responsabile dell'organizzazione delle elezioni in Camerun.

### Carriera letteraria
Giunta tardi alla scrittura, pubblica i suoi due romanzi nel 1983 mentre è ministra degli affari sociali. 
In Vies de Femmes, libro dedicato alle sue tre figlie e alle sorelle, Delphine Zanga Tsogo racconta la vita di alcune donne, facendo parlare una di loro, Dang, che vive indipendente dagli uomini. Il libro mette in discussione la poligamia, correlando il matrimonio con lo sfruttamento economico delle donne e suggerendo che la solidarietà tra le donne può aiutarle più che le relazioni con gli uomini.
L'Oiseau en cage, libro per ragazzi e adulti, è la storia di una giovane donna che cerca nel matrimonio soddisfazione e indipendenza, ma viene delusa perdendo la sua libertà, come un "uccello in gabbia". I temi trattati sono inoltre la violenza contro le donne, il controllo patriarcale della sessualità femminile, il sessismo e la disuguaglianza di genere nel Camerun.

## Opere
- L'Oiseau en cage Paris: EDICEF, 1983 (romanzo)
- Vies de Femmes Yaoundé: CLE, 1985 (romanzo)